# Aarklash: Legacy
Aarklash: Legacy est un jeu vidéo de type hack 'n' slash développé et édité par Cyanide, sorti en 2013 sur Windows. Il est basé sur le jeu de figurines Confrontations de Rackham.

## Développement
Aarklash: Legacy est développé par Cyanide, un studio indépendant français de développement fondé en 2000. En 2010, à la suite de la liquidation de la société Rackham, Cyanide acquiert les droits des figurines Confrontation et les droits d'adaptation de l'univers Aarklash. En 2012, le studio réalise un premier projet sur cet univers en commercialisant le jeu vidéo de rôle Confrontation, mais qui ne reçoit pas un franc succès critique (51% d'avis favorable sur Metacritic). Puis, Cyanide poursuit avec l'annonce de deux autres jeux : Aarklash: Legacy pour 2013 et Dog of War Online pour 2014.
Henri-Pierre Pellegrin a travaillé sur les musiques du jeu.

## Accueil
- Gameblog : 7 / 10[4]
- Gamekult : 6 / 10[5]
- Jeuxvideo.com : 14 / 20[6]
- Metacritic : 72% (basé sur 13 critiques)[7]